# Theodore TY01
Chronologie des modèles (1981-1982)
Wolf WR3
Theodore TR1 Theodore TY02
La Theodore TY01 est une monoplace de Formule 1, conçue par l'ingénieur Tony Southgate, engagée par l'écurie hongkongaise Theodore Racing dans le cadre du championnat du monde de Formule 1 1981 et de la première manche du championnat du monde de Formule 1 1982. 
La monoplace, propulsée par un moteur V8 Ford-Cosworth DFV atmosphérique, est équipée de pneumatiques Michelin, puis Avon. Ses pilotes sont successivement le Français Patrick Tambay, le Suisse Marc Surer et l'Irlandais Derek Daly. Une seconde monoplace devait être confiée au Britannique Geoff Lees lors du Grand Prix de Grande-Bretagne 1981, mais son inscription est refusée.

## Résultats en championnat du monde de Formule 1
| Saison | Écurie               | Moteur               | Pneus         | Pilotes        | Courses | Courses | Courses | Courses | Courses | Courses | Courses | Courses | Courses | Courses | Courses | Courses | Courses | Courses | Courses | Courses | Points inscrits | Classement |
| Saison | Écurie               | Moteur               | Pneus         | Pilotes        | 1       | 2       | 3       | 4       | 5       | 6       | 7       | 8       | 9       | 10      | 11      | 12      | 13      | 14      | 15      | 16      | Points inscrits | Classement |
| ------ | -------------------- | -------------------- | ------------- | -------------- | ------- | ------- | ------- | ------- | ------- | ------- | ------- | ------- | ------- | ------- | ------- | ------- | ------- | ------- | ------- | ------- | --------------- | ---------- |
| 1981   | Theodore Racing Team | Ford-Cosworth DFV V8 | Michelin Avon |                | EUO     | BRÉ     | ARG     | SMR     | BEL     | MON     | ESP     | FRA     | GBR     | ALL     | AUT     | P-B     | ITA     | CAN     | LVE     |         | 1               | 12e        |
| 1981   | Theodore Racing Team | Ford-Cosworth DFV V8 | Michelin Avon | Patrick Tambay | 6e      | 10e     | Abd.    | 11e     | Nq      | 7e      | 13e     |         |         |         |         |         |         |         |         |         | 1               | 12e        |
| 1981   | Theodore Racing Team | Ford-Cosworth DFV V8 | Michelin Avon | Marc Surer     |         |         |         |         |         |         |         | 12e     | 11e     | 14e     | Abd.    | 13e     | Nq      | 13e     | Abd.    |         | 1               | 12e        |
| 1981   | Theodore Racing Team | Ford-Cosworth DFV V8 | Michelin Avon | Geoff Lees     |         |         |         |         |         |         |         |         | Forf.   |         |         |         |         |         |         |         | 1               | 12e        |
| 1982   | Theodore Racing Team | Ford-Cosworth DFV V8 | Avon          |                | AFS     | BRÉ     | EUO     | SMR     | BEL     | MON     | EUE     | CAN     | P-B     | GBR     | FRA     | ALL     | AUT     | SUI     | ITA     | LVE     | 0               | 18e        |
| 1982   | Theodore Racing Team | Ford-Cosworth DFV V8 | Avon          | Derek Daly     | 14e     |         |         |         |         |         |         |         |         |         |         |         |         |         |         |         | 0               | 18e        |

Légende : ici